# Французский связной
«Французский связной» (англ. The French Connection — «Французская связь») (1971) — детективный триллер режиссёра Уильяма Фридкина с Джином Хэкменом в главной роли. Сюжет фильма основан на реальных событиях, а также их описании Робином Муром под названием «Французская связь: правдивая история о полицейских, наркотиках и международном заговоре». Картина рассказывает историю нью-йоркских детективов полицейского управления Джимми «Попая» Дойла и Бадди Руссо, прототипами которых стали детективы из отдела по борьбе с незаконным оборотом наркотиков Эдвард Р. «Эдди» Иган и Сальватор Энтони «Сонни» Гроссо, также появляющиеся в фильме. Американский институт киноискусства признал ленту Фридкина одной из величайших кинокартин в истории. Сцена с автопогоней Попая за киллером Николи вошла в мировые киноучебники и считается знаковой для дальнейшего развития жанра триллер. Через четыре года свет увидел сиквел картины.
Фильм выиграл 5 премий «Оскар», в том числе за лучший фильм и лучшего режиссёра при 8 номинациях и стал первой картиной с рейтингом «R», удостоившийся «Оскара» за лучший фильм после введения системы рейтингов киноассоциации.

## Сюжет

### Марсель
В Марселе французский полицейский под прикрытием следит за владельцем крупнейшего в мире наркосиндиката Аленом Шарнье (Фернандо Рей). Когда полицейский проверяет почтовый ящик в подъезде собственного дома его выстрелом из пистолета убивает подручный наркобарона Пьер (Марсель Боццуффи). Наркобарон едет за покупками с молодой женой Мари (Анн Реббо), которая дарит ему дорогое пальто. После Шарнье встречается с актёром и телеведущим Анри Девро (Фредерик де Паскуаль), чтобы уговорить его перевезти на корабле из Франции в Нью-Йорк автомашину, принадлежащую Шарнье. Девро соглашается, не подозревая, что в машине находится контрабанда наркотиков.

### Нью-Йорк
На улицах Нью-Йорка полицейские отдела по борьбе с наркотиками Дойл («Попай» в честь героя мультфильмов) (Джин Хэкмен) и Руссо («Хмурый») (Рой Шайдер) в ходе погони ловят уличного наркоторговца (Алан Уикс), который ранит Хмурого ножом в руку. После работы Дойл и Руссо посещают вечерний клуб «Копакабана», где Дойл замечает группу празднующих наркодилеров и решает проследить за ними по собственной инициативе.
В Нью-Йорке выясняется, что тот, за кем следили Дойл и Руссо —  владелец кафе в Бруклине Сальваторе «Сал» Бока (Тони Ло Бьянко) три года назад подозревался в ограблении ювелира. Несмотря на скромный оборот кафе, Сал живет достаточно широко, его 19-летняя жена Энджи (Арлен Фарбер) год назад осуждёна условно за кражу в магазине, а брат Лу (Бенни Марино) пару лет назад отсидел за грабёж. Сыщики также выясняют, что Сальваторе встречается с нью-йоркским адвокатом Вайнштоком (Харольд Гари), три года назад подозревавшимся в закупке партии героина в Мексике.
Под видом проверки на наркотики в чернокожем баре в Бронксе Дойл встречается с информатором (Аль Фэнн), который в туалете сообщает ему об ожидаемом через две недели приходе в Нью-Йорк очень большой партии героина. Сыщики уговаривают начальника отдела Симонсона (Эдди Иган) организовать прослушивание кафе и квартиры Сальваторе. Для проведения операции по захвату партии наркотиков ФБР прикомандировывает к отделу агентов Малдерига (Билл Хикмен) и Кляйна (Сонни Гроссо). Прибывший на корабле из Марселя на съёмки фильма Анри Девро даёт интервью в порту Нью-Йорка. Наутро Руссо является домой к напарнику, провёдшему бурную ночку с проституткой, и сообщает о согласии Симонсона на прослушивание и слежку за наркоторговцами.
Вместе с агентом Малдеригом сыщики ведут Сальваторе на машине из Бруклина в Манхэттэн, но теряют из виду в пробке на Бруклинском мосту. Нагнав его на Манхэттэне на 38-й улице, они вместе с ним заходят в отель Вестбери, где замечают Шарнье и подручного. Руссо отправляется за Бокой, Дойл начинает слежку за иностранцами, где ему приходится мёрзнуть на улице, пока преступники обедают во французском ресторане на Манхэттэне, после чего Шарнье идет пешком обратно в гостиницу. В машине у отеля Дойл вступает в перебранку с Малдеригом, который сомневается в успехе расследования. Вайншток с Сальваторе проверяют образец французского героина в лаборатории химика Ховарда (Патрик Макдермотт) и убеждаются в его превосходном качестве, подсчитывая, что партию в шестьдесят килограммов можно сбыть в Нью-Йорке не менее, чем за два миллиона долларов. Зная, что за Салом следит полиция, адвокат Вайншток не торопится назначать дату покупки.
Наутро Дойл случайно узнает Шарнье на выходе из гостиницы и видит, что наркобарон один уходит в город. Дойл продолжает слежку один, но чуть не упускает наркоторговца. Заметив слежку, Шарнье дурит детектива на станции подземки у Центрального вокзала и, несколько раз войдя и выйдя из дверей вагона, в конце концов оставляет Дойла в бешенстве на платформе и улетает в Вашингтон.
На встрече с Бокой в Вашингтоне, понимая, что полиции известны его планы, Шарнье требует завершить сделку до конца недели в Нью-Йорке. В самолете из Вашингтона в Нью-Йорк Пьер предлагает для безопасности ликвидировать Дойла. Шарнье возражает, понимая, что Дойл не один, но киллер настаивает, считая, что они улетят во Францию до того, как будет назначена замена. В Нью-Йорке на месте аварии, унёсшей жизни двух наркоманов, Дойл просит Симонсона продолжить слежку за наркоторговцами, но тот отказывается. Из-за постоянных колкостей Попай накидывается и на Малдерига, но начальник отдела велит ему наконец «заняться делом».
Попытка убийства Дойла в Нью-Йорке оказывается неудачной. С крыши дома Дойла Николи убивает идущую рядом с Дойлом женщину с коляской. На крыше сыщик обнаруживает брошенное оружие и убегаюшего по улице киллера. Пьер садится на метро, Дойл гонится за ним на конфискованном автомобиле. Николи убивает преследующего его полицейского, затем заскакивает в кабину машиниста Кока, наставляет на него пистолет и требует ехать без остановок. Николи стреляет в пытающегося успокоить его кондуктора, Кок в стрессовой ситуации теряет сознание, срабатывает аварийный тормоз, отбрасывая убийцу к окну, неуправляемый состав сталкивается с другим поездом. После аварии дезориентированный киллер пытается скрыться, сталкивается с Дойлом на лестнице и получает пулю в спину.
Оба детектива вместе с приставленными агентами следят за «линкольном» всю ночь. Мимо дважды проезжает компания молодых людей, на третий раз остановившихся возле «линкольна». Наряд их задерживает. Люди оказываются мелкими воришками, которые собирались угнать «линкольн». Попай понимает, что с машной что-то не так и что наркотики находятся внутри машины. В полицейском гараже машину разбирают по частям в поисках наркотиков, но ничего не обнаруживают. Прибывший Девере требует свой автомобиль. Руссо отмечает, что вес транспортного средства на 60 кг превышает вес, указанный производителем, и детективы понимают, что контрабанда всё же находится в машине. Они снимают рокеры и обнаруживают спрятанные упаковки с героином. Полицейские возвращают наркотики на место, рассчитывая поймать преступников с поличным. Поскольку первоначальный автомобиль был разобран, его заменяют похожим, купленным на аукционе старых машин, и возвращают Деверо. Актёр встречается с Шарнье в отеле и передаёт тому машину, но узнав, что является соучастником преступления, порывает с ним.
Шарнье едет на старую фабрику на острове Уордс для сделки с Уэйнстоком. Химик Ховард под гробовую тишину проверяет один из пакетов и подтверждает качество товара. Шарнье забирает наркотики, прячет деньги под рокерами автомобиля и уезжает с Бокой, но на единственном выезде наталкивается на полицейский кордон во главе с Попаем. Преступники быстро ретируются, Шарнье убегает на склад. В ходе перестрелки полиция применяют слезоточивый газ, выскочивший из окна Бока пытается бежать и получает дробью в живот от Руссо, остальные преступники сдаются. Хмурый присоединяется к Попаю, тот видит вдалеке тёмную фигуру и выпускает барабан через долю секунды после того, как выкрикивает предупреждение, убивая федерального агента Малдерига. Несмотря на это, Дойл говорит напарнику, что возьмёт Шарнье, и после перезарядки бежит в другую комнату, откуда слышится выстрел.
На фоне фотографий героев говорится об их судьбе: «Джоэл Уэйнсток предстал перед судом присяжных, дело развалилось за „недостатком прямых улик“. Энджи Боку признали виновной в мелком преступлении. Осуждена условно. Лу Боку признали виновным в преступном сговоре и хранении наркотиков. Срок сократили. Анри Девере признали виновным в преступном сговоре. Отсидел четыре года в федеральной тюрьме. Алена Шарнье так и не поймали. Считается, что он живёт во Франции. Детективы Дойл и Руссо переведены из отдела по борьбе с наркотиками на другое место службы.»

## В ролях
| Актёр                | Роль                                               |
| -------------------- | -------------------------------------------------- |
| Джин Хэкмен          | детектив Джеймесон «Джимми Попай» Дойл             |
| Фернандо Рей         | Алэн Шарнье, главарь международного наркосиндиката |
| Рой Шайдер           | детектив Бадди «Хмурый» Руссо, напарник Дойла      |
| Тони Ло Бьянко       | Сальваторе «Сал» Бока, наркодилер                  |
| Марсель Боццуффи     | Пьер Николи, киллер Шарнье                         |
| Фредерик де Паскуаль | Анри Девро, французский актёр и телеведущий        |
| Билл Хикмен          | Билл Малдериг, сотрудник ФБР                       |
| Анн Реббо            | Мари Шарнье, жена Алэна                            |
| Харольд Гари         | адвокат Джоэл Вайнсток, крупный наркодилер         |

| Актёр             | Роль                                                   |
| ----------------- | ------------------------------------------------------ |
| Арлен Фарбер      | Энджи Бока, жена Сальваторе                            |
| Эдди Иган         | Уолтер «Уолт» Симонсон, начальник отдела по наркотикам |
| Андре Эрнотт      | Валле                                                  |
| Сонни Гроссо      | Клайд Кляйн, сотрудник ФБР                             |
| Бенни Марино      | Лу Бока, брат Сальваторе                               |
| Патрик Макдермотт | Ховард, химик Вайнстока                                |
| Алан Уикс         | Уилли Крейвен, уличный наркоторговец                   |
| Андре Троттье     | Уайетт Кон, эксперт по оружию                          |
| Аль Фэнн          | полицейский информатор                                 |

## Работа над фильмом
По словам Фридкина, его решение поставить фильм возникло во время разговора с Говардом Хоуксом, дочь которого жила с Фридкиным в то время. Фридкин спросил Хоукса, что тот думает о его фильмах, на что Хоукс прямо ответил, что все они «паршивы» (англ. lousy). По его мнению, людям не нужны истории про чужие проблемы или психологическую заумь: «главное, что им нужно — это действие», и посоветовал Фридкину, чтобы тот «сделал хорошую погоню. Сделал это лучше, чем делал кто бы то ни было» (англ. Make a good chase. Make one better than anyone's done).
Сам Фридкин так говорил, вспоминая этот разговор: «…мы должны делать фильмы не для того, чтобы с них пылинки сдували, как в „Лувре“, главная наша задача — развлекать зрителя. Не достигнув поставленной цели, мы даём аудитории ключ, не показав замка, который следует открыть. Так я пришёл к постановке „Французского связного“». Позднее Фридкин скажет, что, создавая фильмы, он ориентировался на своего дядю, который работал в одном из гастрономов Чикаго — «так я держал руку на пульсе Америки».
Производство фильма было начато в ноябре 1970 года и закончено в марте 1971. Изначально на роль «Попая» Дойла был выбран Питер Бойл, однако тот отклонил роль, поскольку его агент счел, что фильм станет провалом. Съемки сцены слежки в метрополитене IRT 42nd Street Shuttle заняли два дня, а один из вагонов метро, под номером 6609, был сохранен нью-йоркским Музеем общественного транспорта.
Фильм стал значимым опытом для Фридкина и Хэкмана и способствовал приходу неореалистов в голливудское кино в течение 1970-х годов. Фильму присуща мрачная атмосфера, которая не только не развеивается, но становится ещё тяжелее, что сближало с европейским кино. «В те годы я, Коппола, да и все наши коллеги много спорили по поводу того, как должно развиваться действие фильма, — вспоминал Фридкин. — По Годару или Феллини, документально, с ощущением реальности улицы, или формально, повинуясь игре воображения. Мне же и тогда казалось, что эти подходы не являются диаметрально противоположными». В аудиокомментариях к фильму, которые Фридкин дал для издания на DVD, режиссёр отметил, что реализм, присущий документальному кино, он перенял из просмотренного им французского фильма «Z» режиссёра Коста-Гавраса: «…я понял, что могу воплотить на экране реальные события не хуже захватывающих дух выдуманных историй. Я знал, что для этого в художественном кино необходимо применить технику кино документального». Интересно также то, что фильм стал первым, в котором был показан полностью построенный Всемирный торговый центр, который виден в одной из сцен.

### Подбор актёров
Хотя подбор актёров оказался сильнейшей стороной фильма, у Фридкина сразу возникли проблемы с кастингом. Он был решительно настроен против выбора Хэкмена на главную роль и в действительности видел в этой роли Пола Ньюмена, хотя его кандидатура была отклонена из-за ограниченности бюджета. Тогда на роль стали пробоваться Джеки Глисон и нью-йоркский обозреватель Джимми Бреслин, который никогда раньше не играл. Однако к тому времени Глисон стал «ядом» для кассовых сборов, после провала фильма «Gigot» с его участием, а Бреслин отказался садиться за руль автомобиля в сцене автомобильного преследования. На главную роль рассматривали Стива Маккуина, но он не хотел сниматься ещё в одном полицейском фильме после «Буллита». Его кандидатура также была отклонена из-за того, что гонорар Маккуина, как и Ньюмена, превышал бюджет картины. «Жёсткий парень» Чарльз Бронсон тоже пробовался на эту роль. Фридкин почти согласился отдать роль Роду Тэйлору (который, по словам Хэкмана, активно добивался её), также одобренному студией, пока окончательно не остановился на Хэкмане.
Выбор на роль Фернандо Рэя, сыгравшего главного французского контрабандиста героина Алена Шарнье (непочтительно упоминаемого в фильме как «Лягушка Один» (англ. Frog One)), оказался успешным по ошибке. Фридкин попросил, чтобы его ассистент нашёл испанского актёра, которого он видел во французском фильме Луиса Бунюэля «Дневная красавица». Роль исполнял Франсиско Рабаль, но Фридкин не знал его имени, и вместо этого связались с Рэем, который играл в нескольких других фильмах Бунюэля. После того, как Рабаль был наконец найден, выяснилось, что он не говорил ни на французском, ни на английском языке, а Рэй был утвержден в фильме. Однако, по ещё большей иронии, после монтажа фильма съемочная группа посчитала, что французский язык Рэя неприемлем для фильма. Звукорежиссёры решили переозвучить его французский, но при этом сохранить реплики на английском языке.

## Съемочная группа
- Оператор: Оуэн Ройзман
- Сценарист: Эрнест Тайдимен
- Продюсер: Филип Д’Энтони
- Монтажёр: Джерри Гринберг
- Композитор: Дон Эллис
- Художник-постановщик: Бен Казасков
- Костюмер: Джозеф Фретуэлл
- Спецэффекты: Сэсс Бедиг
- Автор первоисточника: Роби Мур

## Премии и награды
| Премия «Оскар»                               | Премия «Оскар»                                   |
| -------------------------------------------- | ------------------------------------------------ |
| 1972                                         | Лучший фильм (Филип Д'Энтони)                    |
| 1972                                         | Лучший режиссёр (Уильям Фридкин)                 |
| 1972                                         | Лучшая мужская роль (Джин Хэкмен)                |
| 1972                                         | Лучший адаптированный сценарий (Эрнест Тайдимен) |
| 1972                                         | Лучший монтаж (Джералд Б. Гринберг)              |
| 1972                                         |                                                  |
| Премия «Золотой глобус»                      |                                                  |
| 1972                                         | Лучший фильм (драма)                             |
| 1972                                         | Лучший режиссёр (Уильям Фридкин)                 |
| 1972                                         | Лучший мужская роль (драма) (Джин Хэкмен)        |
| 1972                                         |                                                  |
| Премия «BAFTA»                               |                                                  |
| 1973                                         | Лучшая мужская роль (Джин Хэкмен)                |
| 1973                                         | Лучший монтаж (Джералд Б. Гринберг)              |
| Премия «Давид ди Донателло»                  |                                                  |
| 1972                                         | Лучший иностранный фильм (Филип Д'Энтони)        |
| Премия Гильдии режиссёров Америки            |                                                  |
| 1972                                         | Лучший режиссёр (Уильям Фридкин)                 |
| Премия Эдгара Аллана По                      |                                                  |
| 1972                                         | Лучший художественный фильм (Эрнест Тайдимен)    |
| Премия Национального совета кинокритиков США |                                                  |
| 1972                                         | Лучшая мужская роль (Джин Хэкмен)                |

### Номинации
| Премия «Оскар»                 | Премия «Оскар»                                   |
| ------------------------------ | ------------------------------------------------ |
| 1972                           | Лучший мужская роль второго плана (Рой Шайдер)   |
| 1972                           | Лучшая операторская работа (Оуэн Ройзман)        |
| 1972                           | Лучший звук (Теодор Содерберг, Кристофер Ньюман) |
| Премия «Золотой глобус»        |                                                  |
| 1972                           | Лучший сценарий (Эрнест Тайдимен)                |
| Премия Британской киноакадемии |                                                  |
| 1973                           | Лучший фильм                                     |
| 1973                           | Лучший режиссёр (Уильям Фридкин)                 |
| 1973                           | Лучший звук (Теодор Содерберг, Кристофер Ньюман) |

## Наследие
Фильм получил признание Американского института киноискусства в следующих списках:
- 1998 год: 100 лучших американских фильмов за 100 лет по версии AFI — № 70[6]
- 2001 год: 100 самых остросюжетных американских фильмов за 100 лет по версии AFI — № 8
- 2003 год: 100 лучших героев и злодеев по версии AFI
  - Джимми «Попай» Дойл, герой — № 44

В 1993 году фильм внесён в Национальный реестр фильмов, обладая «культурным, историческим или эстетическим значением».